# اخبار کشتیرانی (رمان)
اخبار کشتیرانی (به انگلیسی: The Shipping News) رمانی نوشته انی پرو، نویسنده اهل آمریکا است که نخستین بار در نیویورک توسط نشر چارلز اسکریبنرز سانز در سال ۱۹۹۳ منتشر و موفق به دریافت جایزه کتاب ملی برای داستان (در سال ۱۹۹۳) و جایزه پولیتزر برای داستان (در سال ۱۹۹۴) شد.
فیلم اخبار کشتیرانی با اقتباس از این رمان به کارگردانی لاسه هالستروم در سال ۲۰۰۱ منتشر شد.

## ترجمه به فارسی
- عنوان و نام پدیدآور: یادداشتهای کشتیرانی اثر آنی پرولکس؛ ترجمه: مرضیه خسروی. مشخصات نشر: تهران: نگاه، ۱۳۹۳. شابک: 978-600-376-045-5[۶]